# 1963-as magyar férfi vízilabdakupa
A magyar férfi vízilabdakupa 1963-as kiírását az Újpesti Dózsa nyerte.

## Előselejtező
Az előselejtezőkből vidékről a Miskolci VSC és a Pécsi Dózsa, Budapestről a MAFC és MÁVAUT jutott a selejtezőbe, az OB I és az OB II csapatai mellé.

## Selejtezők
játéknap: november 2., 3., 9., 10., 16., 17., 23., 24., 30., december 1.
A csoport
| Hely. | Csapat           | M | Gy | D | V | G+ | G– | Gk  | P  | Továbbjutás vagy kiesés    |      | UD   | CSEP | VM   | MTK  | BSP  | MVSC |
| ----- | ---------------- | - | -- | - | - | -- | -- | --- | -- | -------------------------- | ---- | ---- | ---- | ---- | ---- | ---- | ---- |
| 1.    | Újpesti Dózsa    | 5 | 5  | 0 | 0 | 40 | 8  | +32 | 10 | Továbbjutott az elődöntőbe |      | —    | 3–1  | 4–2  | 8–2  | 7–2  | 18–1 |
| 2.    | Csepel Autó      | 5 | 4  | 0 | 1 | 40 | 14 | +26 | 8  | Továbbjutott az elődöntőbe |      | 1–3  | —    | 6–3  | 13–7 | 8–1  | 12–0 |
| 3.    | Bp. Vörös Meteor | 5 | 3  | 0 | 2 | 33 | 23 | +10 | 6  |                            |      | 2–4  | 3–6  | —    | 11–7 | 7–3  | 10–3 |
| 4.    | MTK              | 5 | 2  | 0 | 3 | 33 | 38 | −5  | 4  |                            | 2–8  | 7–13 | 7–11 | —    | 7–5  | 10–1 |      |
| 5.    | Budai Spartacus  | 5 | 1  | 0 | 4 | 19 | 31 | −12 | 2  |                            | 2–7  | 1–8  | 3–7  | 5–7  | —    | 8–2  |      |
| 6.    | Miskolci VSC     | 5 | 0  | 0 | 5 | 7  | 58 | −51 | 0  |                            | 1–18 | 0–12 | 3–10 | 1–10 | 2–8  | —    |      |

B csoport
| Hely. | Csapat          | M | Gy | D | V | G+ | G– | Gk  | P | Továbbjutás vagy kiesés    |     | SZOL | OSC | BPSP | TIP  | MÁVAUT |
| ----- | --------------- | - | -- | - | - | -- | -- | --- | - | -------------------------- | --- | ---- | --- | ---- | ---- | ------ |
| 1.    | Szolnoki Dózsa  | 4 | 3  | 1 | 0 | 38 | 10 | +28 | 7 | Továbbjutott az elődöntőbe |     | —    | 3–3 | 12–3 | 8–2  | 15–2   |
| 2.    | Orvosegyetem SC | 4 | 3  | 1 | 0 | 30 | 9  | +21 | 7 | Továbbjutott az elődöntőbe |     | 3–3  | —   | 5–4  | 11–1 | 11–1   |
| 3.    | Bp. Spartacus   | 4 | 2  | 0 | 2 | 22 | 21 | +1  | 4 |                            |     | 3–12 | 4–5 | —    | 9–3  | 6–1    |
| 4.    | Tipográfia      | 4 | 1  | 0 | 3 | 11 | 32 | −21 | 2 |                            | 2–8 | 1–11 | 3–9 | —    | 5–4  |        |
| 5.    | MÁVAUT          | 4 | 0  | 0 | 4 | 8  | 37 | −29 | 0 |                            | 2–8 | 1–11 | 3–9 | 4–5  | —    |        |

A Hódmezővásárhelyi MEDOSZ visszalépett.
C csoport
| Hely. | Csapat         | M | Gy | D | V | G+ | G– | Gk | P | Továbbjutás vagy kiesés    |     | BVSC | EGER | IZZÓ | MAFC |
| ----- | -------------- | - | -- | - | - | -- | -- | -- | - | -------------------------- | --- | ---- | ---- | ---- | ---- |
| 1.    | BVSC           | 3 | 2  | 1 | 0 | 8  | 3  | +5 | 5 | Továbbjutott az elődöntőbe |     | —    | 1–1  | 0–0  | 7–2  |
| 2.    | Egri Dózsa     | 3 | 2  | 1 | 0 | 9  | 5  | +4 | 5 | Továbbjutott az elődöntőbe |     | 1–1  | —    | 3–2  | 5–2  |
| 3.    | Vasas Izzó     | 3 | 1  | 0 | 2 | 9  | 9  | 0  | 2 |                            |     | 0–0  | 2–3  | —    | 7–6  |
| 4.    | Műegyetemi AFC | 3 | 0  | 0 | 3 | 10 | 19 | −9 | 0 |                            | 2–7 | 2–5  | 6–7  | —    |      |

- A Tatabányai Bányász több mérkőzésre nem állt ki, ezért kizárták.
- A Szentesi Kinizsi visszalépett
- A BVSC-Vasas Izzó mérkőzés 2 pontját 0-0-val a BVSC kapta, mert a Vasas Izzó nem jelent meg.

D csoport
| Hely. | Csapat              | M | Gy | D | V | G+ | G– | Gk  | P | Továbbjutás vagy kiesés    |      | FTC  | BHSE | VAS | VTSK | SZEAC | PÉCS |
| ----- | ------------------- | - | -- | - | - | -- | -- | --- | - | -------------------------- | ---- | ---- | ---- | --- | ---- | ----- | ---- |
| 1.    | Ferencvárosi TC     | 5 | 4  | 1 | 0 | 44 | 3  | +41 | 9 | Továbbjutott az elődöntőbe |      | —    | 1–1  | 6–1 | 8–1  | 16–0  | 13–0 |
| 2.    | Bp. Honvéd          | 5 | 3  | 2 | 0 | 36 | 7  | +29 | 8 | Továbbjutott az elődöntőbe |      | 1–1  | —    | 3–3 | 5–1  | 13–1  | 14–1 |
| 3.    | Vasas SC            | 5 | 3  | 1 | 1 | 28 | 12 | +16 | 7 |                            |      | 1–6  | 3–3  | —   | 6–3  | 10–0  | 8–0  |
| 4.    | Városi Tanács SK    | 5 | 2  | 0 | 3 | 13 | 20 | −7  | 4 |                            | 1–8  | 1–5  | 3–6  | —   | 5–0  | 3–1   |      |
| 5.    | Szegedi Egyetemi AC | 5 | 1  | 0 | 4 | 6  | 46 | −40 | 2 |                            | 0–16 | 1–13 | 0–10 | 0–5 | —    | 5–2   |      |
| 6.    | Pécsi Dózsa         | 5 | 0  | 0 | 5 | 4  | 43 | −39 | 0 |                            | 0–13 | 1–14 | 0–8  | 1–3 | 2–5  | —     |      |

## Elődöntők
A csapatok a selejtezőből az egymás elleni eredményeket magukkal hozták.
játéknapok: december 7., 8., 11.
E csoport
| Hely. | Csapat          | M | Gy | D | V | G+ | G– | Gk  | P | Továbbjutás vagy kiesés |     | UD  | CSEP | OSC | SZOL |
| ----- | --------------- | - | -- | - | - | -- | -- | --- | - | ----------------------- | --- | --- | ---- | --- | ---- |
| 1.    | Újpesti Dózsa   | 3 | 3  | 0 | 0 | 15 | 5  | +10 | 6 | Továbbjutott a döntőbe  |     | —   | 3–1  | 5–3 | 7–1  |
| 2.    | Csepel Autó     | 3 | 2  | 0 | 1 | 9  | 9  | 0   | 4 | Továbbjutott a döntőbe  |     | 1–3 | —    | 4–3 | 4–3  |
| 3.    | Orvosegyetem SC | 3 | 0  | 1 | 2 | 9  | 12 | −3  | 1 |                         |     | 3–5 | 3–4  | —   | 3–3  |
| 4.    | Szolnoki Dózsa  | 3 | 0  | 1 | 2 | 7  | 14 | −7  | 1 |                         | 1–7 | 3–4 | 3–3  | —   |      |

F csoport
| Hely. | Csapat          | M | Gy | D | V | G+ | G– | Gk | P | Továbbjutás vagy kiesés |     | FTC | BVSC | BHSE | EGER |
| ----- | --------------- | - | -- | - | - | -- | -- | -- | - | ----------------------- | --- | --- | ---- | ---- | ---- |
| 1.    | Ferencvárosi TC | 3 | 2  | 1 | 0 | 11 | 5  | +6 | 5 | Továbbjutott a döntőbe  |     | —   | 4–3  | 1–1  | 6–1  |
| 2.    | BVSC            | 3 | 1  | 1 | 1 | 8  | 8  | 0  | 3 | Továbbjutott a döntőbe  |     | 3–4 | —    | 4–3  | 1–1  |
| 3.    | Bp. Honvéd      | 3 | 1  | 1 | 1 | 10 | 10 | 0  | 3 |                         |     | 1–1 | 3–4  | —    | 6–5  |
| 4.    | Egri Dózsa      | 3 | 0  | 1 | 2 | 7  | 13 | −6 | 1 |                         | 1–6 | 1–1 | 5–6  | —    |      |

## Döntő
A csapatok az elődöntőből az egymás elleni eredményeket magukkal hozták.
játéknapok: december 14., 15., 19.
| Hely. | Csapat          | M | Gy | D | V | G+ | G– | Gk | P | Továbbjutás vagy kiesés |     | UD  | FTC | CSEP | BVSC |
| ----- | --------------- | - | -- | - | - | -- | -- | -- | - | ----------------------- | --- | --- | --- | ---- | ---- |
| 1.    | Újpesti Dózsa   | 3 | 2  | 1 | 0 | 8  | 5  | +3 | 5 | Kupagyőztes             |     | —   | 2–2 | 3–1  | 3–2  |
| 2.    | Ferencvárosi TC | 3 | 1  | 2 | 0 | 8  | 7  | +1 | 4 |                         |     | 2–2 | —   | 2–2  | 4–3  |
| 3.    | Csepel Autó     | 3 | 1  | 1 | 1 | 6  | 7  | −1 | 3 |                         | 1–3 | 2–2 | —   | 3–2  |      |
| 4.    | BVSC            | 3 | 0  | 0 | 3 | 7  | 10 | −3 | 0 |                         | 2–3 | 3–4 | 2–3 | —    |      |

Az Újpesti Dózsa kupagyőztes csapata: Lukász II Marcell, Gál – Bozó, Dicskó Gábor, Dömötör Zoltán, Hanák Piusz, Kiss Attila, Kusztos András, Martin György, Mayer Mihály, Sárosi László, edző: Vízvári György

## jegyzetek
1. ↑  Folytatják az 1963. évi vízilabda MNK küzdelmeit.  Népsport,  XIX. évf.  206. sz. (1963. október 17.)   3. o.